# Тогава и само тогава, когато
Тогава и само тогава е математически термин, който се отбелязва със знака <=> и показва еквивалентност между твърденията, поставени от двете му страни. T.е. ако от твърдение f следва твърдение g, то и от g следва f, което се отбелязва така:
f<=>g
например Питагорова теорема:
a2+b2=c2<=>ъгъл BCA=90 градуса